# Rhyne Hughes
John Rhyne Hughes (Picayune, 9 settembre 1983) è un giocatore di baseball statunitense.

## Carriera

### Minor League
Proveniente da Picayune nel Mississippi, Hughes frequentò l'omonima, Picayune High School nella sua città natale. Dopo essersi diplomato si iscrisse al Pearl River Community College di Poplarville, dove venne selezionato una prima volta dai Pittsburgh Pirates nel 50º turno del draft MLB 2003. Rifiutò l'offerta e l'anno seguente, firmò con i Tampa Bay Devil Rays, che lo selezionarono all'8º giro del draft amatoriale del 2004, come 225ª scelta assoluta. Nel 2005 iniziò nella New York-Penn League della classe A-breve con i Hudson Valley Renegades, chiuse con .279 alla battuta, 30 RBI e 34 punti (statistica: run) in 58 partite. Nel 2006 passò nella Midwest League della classe A con i Southwest Michigan Devil Rays chiudendo con .233 alla battuta, 39 RBI e 22 punti in 114 partite, ottenendo un premio individuale.
Nel 2007 passò nella Florida State League della classe A-avanzata con i Vero Beach Devil Rays finendo con .329 alla battuta, 57 RBI e 65 punti in 94 partite, ottenendo un premio. Successivamente passò nella Southern League della Doppia-A con i Montgomery Biscuits finendo con .295 alla battuta, 15 RBI e 12 punti in 21 partite.
Nel 2008 con i Biscuits finì con .268 alla battuta, 52 RBI e 57 punti in 107 partite. Nel 2009 con i Biscuits finì con .252 alla battuta, 46 RBI e 31 punti in 58 partite, ottenendo due premi. Successivamente passò nella International League (INT) della Tripla-A con i Durham Bulls finendo con 13 alla battuta, 26 RBI e 31 punti in 56 partite.
Il 15 agosto 2009, i Rays scambiarono Hughes con i Baltimore Orioles per concludere uno scambio precedente avvenuto il 7 agosto 2009, in cui i Rays ottennero il giocatore Gregg Zaun.
Giocò il resto della stagione, sempre nella (INT) con i Norfolk Tides, finendo con .264 alla battuta, 7 RBI e 9 punti in 20 partite.

### Major League

#### Baltimore Orioles
Debuttò nella MLB il 24 aprile 2010, al Fenway Park di Boston contro i Boston Red Sox, battendo due valide e segnando un punto battuto a casa alla sua squadra. Chiuse la stagione con .213 alla battuta, 4 RBI e 3 punti in 14 partite disputate nella MLB, mentre nella Tripla-A della minor league concluse con .258 alla battuta, 39 RBI e 44 punti in 104 partite.
Nel 2011 giocò esclusivamente nella Tripla-A, finendo con .249 alla battuta, 59 RBI e 54 punti in 92 partite.
Nel 2012 giocò nella Eastern League della Doppia-A con i Bowie Baysox, finendo con .278 alla battuta, 51 RBI e 50 punti in 75 partite.

#### New York Mets
Il 25 febbraio 2013, Hughes firmò un contratto di minor league con i New York Mets. Giocò nella Doppia-A per l'intera stagione, perdendo tuttavia due mesi per un infortunio alla spalla sinistra. Divenne free agent il 5 novembre 2013.
Il 21 febbraio 2014, Hughes venne sospeso per 100 partite uso di sostanze vietate.

### Leghe indipendenti
Hughes firmò con i Winnipeg Goldeyes della American Association of Independent Professional Baseball nel marzo 2014.

## Vittorie e premi
- Mid-Season All-Star della Southern League con i Montgomery Biscuits (13/07/2009)
- Mid-Season All-Star della Florida State League con i Vero Beach Devil Rays (16/06/2007)
- Mid-Season All-Star della Midwest League con i Southwest Michigan Devil Rays (20/06/2006)
- Giocatore della settimana della Southern League con i Montgomery Biscuits (27/04/2009)
- All-Prospect Team della Arizona Fall League (04/12/2008)

## Numeri di maglia indossati
- 40 con i Baltimore Orioles (2010)